# حسین یاریار
حسین یاریار (زاده ۱ آبان ۱۳۳۲ تهران) بازیگر و تهیه‌کننده سینمای ایران است.

## زندگینامه
حسین یاریار متولد ۱۳۳۲ تهران، دارای مدرک دیپلم است. وی فوتبالیست پیشین تیم‌های ملی، برق شیراز و بانک ملی است. وی فعالیت سینمایی را با فیلم چاووش به کارگردانی ساموئل خاچیکیان آغاز کرد. از دیگر فعالیت‌های او می‌توان به مدیر دفتر تهیه و تولید «میثاق فیلم» و مدیر باشگاه ورزشی هنرمندان ایران اشاره کرد.

## برخی از کارها بازیگر
سینمایی
- ۱ - شب روباه (۱۳۷۵)
- ۲ - دام (۱۳۷۴)
- ۳ - بلوف (۱۳۷۲)
- ۴ - مردی در آینه (۱۳۷۱)
- ۵ - چاووش (۱۳۶۹)

تلویزیونی
- مجموعه «۳۶۰»
- تازیانه بر باد (۱۳۷۴)

## تهیه‌کننده
- ۱ - شب روباه (۱۳۷۵)
- ۲ - بلوف (۱۳۷۲)
- ۳ - مردی در آینه (۱۳۷۱)